# Otello (film, 1909)
 (juillet 2025).
Pour les articles homonymes, voir Othello.
Pour plus de détails, voir Fiche technique et Distribution.
Otello est un film italien réalisé par Enrico Novelli, sorti en 1909.

## Fiche technique
- Titre original : Otello
- Pays d'origine : Royaume d'Italie
- Année : 1909
- Réalisation : Enrico Novelli
- Histoire : William Shakespeare, d'après sa pièce éponyme
- Société de production : Società Italiana Pineschi
- Langue : italien
- Format : Noir et blanc – 1,33:1 – 35 mm – Muet
- Genre : drame
- Durée : 3 minutes (bobine de 259 mètres)
- Dates de sortie : 
  -  Royaume d'Italie : 1909